# Nikołaj Makłakow
Nikołaj Aleksiejewicz Makłakow (ur. 28 sierpnia?/9 września 1871 w Moskwie, zm. 5 września 1918 tamże) – rosyjski polityk, minister spraw wewnętrznych Imperium Rosyjskiego w latach 1913–1915, działacz prawicowy, członek Rady Państwa.

## Życiorys
Pochodził z rodziny szlacheckiej. Jego ojciec Aleksiej Makłakow był lekarzem okulistą, matka Jelizawieta zd. Czeriediejewa - pisarką. W 1893 ukończył studia na wydziale historyczno-filologicznym Uniwersytetu Moskiewskiego.
W 1909 mianowany pełniącym obowiązki gubernatora czernihowskiego, w roku następnym otrzymał to stanowisko na stałe. Wskutek konfliktu z miejscowym ziemstwem i szlachtą Makłakow został przeniesiony w 1912 do ministerstwa spraw wewnętrznych. 21 lutego 1913 został ministrem spraw wewnętrznych, zaś w maju tego samego roku otrzymał dworską rangę hofmeistra. Jako minister przedstawił 150 projektów ustaw, m.in. plan reorganizacji policji, ustawę o druku, ustawę o przeprowadzeniu drugiego powszechnego spisu ludności. Apelował o rozwiązanie Dumy Państwowej. Działał w ruchu skrajnie prawicowym i monarchistycznym, jednak z powodu sprzeciwu liberalnych ministrów, w tym premiera Władimira Kokowcowa, nie zdołał przeforsować prawicowego kursu całego rządu ani usunąć ze stanowisk liberalnych gubernatorów.
Z urzędu odszedł 5 czerwca 1915, po zdymisjonowaniu ze stanowiska premiera Iwana Goriemykina. Zachował stanowisko w Radzie Państwa, w której zasiadał od stycznia 1915. W listopadzie tego samego roku wszedł w skład Rady Zjazdów Monarchistycznych - organu koordynującego działalność organizacji czarnosecinnych w całej Rosji.
W połowie 1916 razem z Aleksandrem Rimskim-Korsakowem i innymi przedstawicielami prawicy w Radzie Państwa opracował notatkę dla cara, w której domagał się podjęcia działań wyprzedzających przewidywany wybuch rewolucji, której narzędziem miała być Duma razem z niektórymi organizacjami społecznymi. Domagał się rozwiązania Dumy i powierzenia wszystkich najwyższych stanowisk państwowych nieugiętym zwolennikom samowładztwa. Żądał wprowadzenia stanu wojennego we wszystkich ważniejszych miastach, zamknięcia prasy lewicowej, usunięcia liberałów z Rady Państwa, wprowadzenia komisarzy rządowych do Związku Ziemstw i Związku Miast. Zbliżone postulaty Makłakow przekazał carowi w liście z grudnia 1916. W 1917 część działaczy prawicowych upatrywała w nim kandydata na dyktatora mogącego powstrzymać w kraju ruchy rewolucyjne. W styczniu 1917 spotykał się z carem Mikołajem II, przedstawiając mu propozycje środków mających powstrzymać organizacje rewolucyjne. 8 lutego 1917 car powierzył mu przygotowanie manifestu ogłaszającego rozwiązanie Dumy Państwowej. 25 lutego 1917, po wybuchu rewolucji lutowej, Makłakow bezskutecznie domagał się na posiedzeniu Rady Ministrów wprowadzenia w mieście stanu oblężenia.
28 lutego 1917 aresztowany przez rewolucjonistów i uwięziony w Twierdzy Pietropawłowskiej. W październiku, z powodu choroby, został przeniesiony do lecznicy Konasiewicza. Korzystając ze swojego prawa do swobodnych spacerów Makłakow udawał się na spotkania podziemnej organizacji monarchistycznej Nikołaja Markowa, planującej uwolnienie byłego cara Mikołaja II i jego rodziny. Aresztowany w sierpniu 1918 i przewieziony pod konwojem do Moskwy, został stracony razem z innymi działaczami prawicowymi: Iwanem Szczegłowitowem, Aleksiejem Chwostowem, S. Wieleckim, ks. Joannem Wostorgowem i biskupem sielengińskim Efremem.
Żonaty z Marią Obolenską, miał synów Jurija (1894-1969) i Aleksieja (1896-po 1920).